# Стенлі Дермотт
Стенлі Дермотт (англ. Stanley Dermott, нар. 14 серпня 1942) — британсько-американський астрофізик і педагог. Спільно з Карлом Мюрреєм написав всесвітньо відомий підручник з динаміки Сонячної системи.
Працював на постійній посаді в Університеті Флориди з 1989 року, у тому числі обіймав посаду голови кафедри астрономії з 1993 по 2009 рік. У 2002 році в Лондонському університеті здобув ступінь доктора наук у галузі динаміки Сонячної системи.
Йому приписують формулювання закону Дермотта, названого на його честь. Його робота також включає внесок у вивчення походження планет, смуги зодіакального пилу, резонансні ефекти супутників планет, механіку планетних кілець, приливні взаємодії, статистику швидкостей обертання астероїдів і динамічну структури поясу астероїдів.
Астероїд головного поясу 3647 Дермотт був названий на його честь 11 січня 1986 року.